# Catatasis congoensis
Catatasis congoensis är en tvåvingeart som beskrevs av Lindner 1955. Catatasis congoensis ingår i släktet Catatasis och familjen vapenflugor.
Artens utbredningsområde är Kongo. Inga underarter finns listade i Catalogue of Life.